# Gustav Radbruch
Gustav Radbruch (Lübeck, 
21 de noviembre de 1878-Heidelberg, 23 de noviembre de 1949) fue un jurista alemán, ministro de justicia y profesor universitario, especializado en filosofía del derecho. En virtud de sus aportes fue acuñada en el campo de la filosofía del derecho la «Fórmula de Radbruch».

## Biografía
Gustav Radbruch estudió Derecho en Múnich, Leipzig, y Berlín. Fue profesor en Heidelberg, Koenigsberg y Kiel, en donde impartió clases de Derecho Penal, de Derecho Procesal y de Filosofía del Derecho. Políticamente militó en el Partido Socialdemócrata (SPD); de 1920 a 1924 fue miembro del Reichstag y ministro de Justicia en la República de Weimar con Joseph Wirth y con Gustav Stresemann. Desde 1925, fue profesor de derecho penal en Heidelberg. Fue despojado de su cátedra durante el nazismo y apartado de cualquier actividad docente.

## Obra
La obra de Gustav Radbruch es muy amplia y fue editada en 20 tomos, bajo la dirección de su alumno y filósofo del derecho Arthur Kaufmann. Esto se explica porque Radbruch escribió sobre muy variados temas. Diversos escritos de Radbruch fueron traducidos al español por notables juristas y filósofos de habla hispana, como es el caso de Wenceslao Roces, José Medina Echavarría, Luis Villar Borda y Ernesto Garzón Valdés. Sin embargo, en términos generales la obra de Radbruch gira en torno a tres ejes fundamentales: el derecho penal, la filosofía política y del derecho y el humanismo jurídico, siendo tal vez la filosofía del derecho el campo más relevante de su pensamiento. Puede decirse que la obra de Radbruch en torno a la filosofía del derecho suele dividirse en dos grandes etapas, a saber, su Filosofía del derecho (Rechtsphilosophie) de 1932 y sus escritos de posguerra (Nachkriegsjahre Schriften), posteriores a 1945. Mientras que su tratado de 1932 está influido por el relativismo moral y el dualismo metodológico que heredó de Max Weber, en sus escritos de posguerra destaca el tema del derecho injusto, de cuyo contenido se desprende su famosa aportación al derecho, la famosa «Fórmula de Radbruch», según la cual el derecho extremadamente injusto no es derecho.

## Aportes a la Filosofía del Derecho
La filosofía del derecho de Radbruch deriva del neokantismo, que postulaba una ruptura entre ser (Sein) y deber ser (Sollen), o entre hechos y valores. Asimismo, existe una divisoria tajante entre las ciencias explicativas o causales, como las ciencias de la naturaleza, y las ciencias interpretativas o comprehensivas («ciencias del espíritu»). La ciencia del Derecho se situaría, para Radbruch, entre las ciencias del espíritu, pues no se limita a describir una realidad, sino que aspira a comprender un fenómeno cargado de valor, es decir, el Derecho. La teoría del derecho se distinguiría así tanto de la sociología del derecho, como de la filosofía del derecho.
El núcleo de la filosofía del derecho de Radbruch antes de 1945 consiste en la separación entre el derecho positivo y la idea del derecho, basada en el dualismo entre los hechos y los valores. Así, la idea del derecho se define mediante la tríada constituida por la justicia, la adecuación conforme a fines y la seguridad jurídica. La llamada «Fórmula de Radbruch», desarrollada posteriormente por Robert Alexy, se fundamenta en esta tríada, pues busca un equilibrio entre estos elementos, los cuales describe Radbruch en el tratado de 1932.
Radbruch asumió durante la mayor parte de su vida una postura relativista, definiendo el relativismo como «el supuesto ideológico de la democracia». Sin embargo, después de 1945 Radbruch experimenta una evolución moral en sus posiciones teóricas, como consecuencia de la caída del régimen nazi, el develamiento de sus crímenes, y la necesidad de juzgar a los responsables del holocausto. De esta forma Radbruch admite la posibilidad de un «Derecho supralegal» (übergesetzliches Recht) o "naturaleza de las cosas" (Natur der Sache) que se impone sobre las leyes abiertamente injustas y arbitrarias (gesetzliches Recht). De entre sus escritos de posguerra, sobresale el ensayo «Arbitrariedad legal y derecho supralegal», de 1946, en el que Radbruch expone en un párrafo el fundamento de la «Fórmula de Radbruch», la cual reza del modo siguiente: 
El conflicto entre la justicia y la seguridad jurídica se resolvió con la primacía del derecho positivo sancionado, aun cuando por su contenido sea injusto e inadecuado para beneficiar al pueblo, hasta que la contradicción entre la seguridad jurídica y la justicia alcance una medida tan intolerable que el derecho, qua «derecho injusto», deba ceder a la justicia. Es imposible trazar una línea nítida entre los casos de arbitrariedad legal y de las leyes válidas a pesar de contenido incorrecto; no obstante, otro límite puede distinguirse con mayor claridad: donde no hay siquiera una aspiración de justicia, donde la igualdad, la cual integra el núcleo de la justicia, fue negada conscientemente en beneficio de la regulación del derecho, allí la ley no es sólo «derecho incorrecto», sino que carece por completo de la naturaleza del derecho. Por ello el derecho, incluso el derecho positivo, no puede definirse de otra forma que como un ordenamiento y una institución cuyo sentido está determinado para servir a la justicia.
Algunos autores, como Lon Fuller y H. L. A. Hart, interpretan esto como un cambio de postura desde el positivismo jurídico al iusnaturalismo, mientras que otros autores como Stanley L. Paulson han defendido últimamente la tesis de la continuidad del pensamiento no-positivista de Radbruch.

## Trascendencia posterior de su doctrina
El problema entre la idea del derecho y la letra de la ley, en Alemania, despertó el interés del público a causa del comportamiento homicida de los soldados de la frontera de la República Democrática Alemana. Estos soldados, al cumplir con las órdenes jerárquicas superiores, disparaban a matar a las personas que intentaban saltar el muro de Berlín para huir a la Alemania Occidental. Esto puso en discusión la denominada obediencia debida a órdenes injustas dadas por superiores jerárquicos.
La teoría de Radbruch postula que cuando la ley escrita sea incompatible con los principios de justicia sustancial, a un nivel intolerable, o cuando la ley positivizada se encuentre explícitamente en abierta contradicción con el principio de igualdad, el cual constituye el fundamento de toda justicia, el juez debe de abstenerse de aplicar esa ley por razones de justicia sustancial. A pesar del polémico uso de la «Fórmula de Radbruch», esta fórmula permite explicar el problema de la extrema injusticia del derecho, los límites morales del derecho y la relación necesaria entre el derecho y la moral, pues con la incorporación de esta fórmula una injusticia extrema en nombre del derecho puede llevar a que la norma extremadamente injusta pierda su estatus legal.
El principio de derecho contenido en la «Fórmula de Radbruch» fue acogido por el Tribunal Federal de Justicia de Alemania en varias sentencias y más tarde por el pensamiento no-positivista del filósofo del derecho alemán Robert Alexy en su obra El concepto y la validez del derecho, así como en otros ensayos posteriores en torno a la doble naturaleza del derecho.